# イップ・マン外伝 マスターZ
『イップ・マン外伝 マスターZ』（いっぷまんがいでんますたーぜっと、原題：葉問外傳 張天志、英題：Master Z: Ip Man Legacy）は、2018年の香港映画。実在の武術家葉問（イップ・マン）を主人公とする人気シリーズの三作目『イップ・マン 継承』のスピンオフとして制作されたカンフー映画である。
『イップ・マン 継承』に登場する葉問のライバルとなる張天志（チョン・ティンチ）のその後を描いており、同名の登場人物は続投している。

## ストーリー
葉問との正統な詠春拳を決める対決に敗れたチョン・ティンチは自らの武館を閉鎖。詠春拳を封印し、闇の仕事からも足を洗った彼は息子のフォンと共に食料品の小さな店を経営しながら慎ましい生活を送っていた。ある日、ティンチは地元のマフィア、ツオ・クワンの弟で街の麻薬売買を仕切っているキット一味と揉め事を起こして追われていたバーの歌手であるジュリアとホステスのナナを救う。その一件でキットから目をつけられたティンチは店と自宅に火を放たれ、フォンは大けがを負ってしまう。
それを知ったジュリアは自分たちを救ってくれた恩を返そうとティンチを自分の兄であるフーの経営するバーの従業員の仕事を紹介し、自分たちの住処に居候させることにする。新しい生活を始めるチョン親子だが、正義感の強いティンチはバーで横柄な行為をする英国人に対して不遜な態度をとったり、自宅を燃やされた報復にキットの事務所に火を放つ等、過激な行為をフーから窘められる。一方、クワンは自らの事業を清純なものとするべく暴力行為や麻薬売買など違法な品の取引を禁止するよう手下たちに命じるが、キットはそれを不服と感じ、秘密裏にマー・キン・サンと組んで麻薬売買行為を続ける。
チョン親子とフー、ジュリア、ナナはフォンの誕生日を近所の名士であるオーウェン・デヴィッドソンが経営するステーキハウスで祝う。オーウェンは極めて紳士的な振る舞いでフォンに誕生日ケーキをサービスするなどし、ティンチからも感謝されるが、彼は香港の麻薬売買を取り仕切る長という裏の顔を持っていた。
キットはかつてよりオーウェンとつながりを持つマーを利用して自らオーウェンに取り入り、マーを殺害して地元のマフィアの麻薬売買ルートを独占することに成功し勢力を拡大していく。地元で麻薬が蔓延していく様をみたティンチは麻薬売買撲滅のために奔走する・・・。

## 出演
| 役名                         | 俳優                                   | 日本語吹替 |
| ---------------------------- | -------------------------------------- | ---------- |
| チョン・ティンチ（張天志）   | マックス・チャン（張晉）               | 柳田淳一   |
| オーウェン・デヴィッドソン   | デイヴ・バウティスタ（David Bautista） | 楠大典     |
| ジュリア（趙明茱）           | リウ・イエン（柳岩）                   | 森永麻衣子 |
| ナナ（鄭小娜）               | クリッシー・チャウ（周秀娜）           | 今井麻夏   |
| フー（趙金虎）               | シン・ユー（釋延能）                   | 辻井健吾   |
| クワン（曹雁君）             | ミシェル・ヨー（楊 紫瓊）              | 高島雅羅   |
| キット（曹世傑）             | ケビン・チェン（鄭嘉穎）               | 関口雄吾   |
| サン（馬鯨笙）               | パトリック・タム（譚耀文）             | 水越健     |
| 暗殺者（當）                 | トニー・ジャー（Tony Jaa）             |            |
| 殺し屋の元締め（廟祝）       | ユン・ワー（元華）                     |            |
| チョン・フォン（張峰）       | 張海悅                                 |            |
| 長楽グループ幹部（堂口大佬） | ビリー・ロウ（樓南光）                 |            |